# Ficus ursina
Ficus ursina är en mullbärsväxtart som beskrevs av Paul Carpenter Standley. Ficus ursina ingår i släktet fikonsläktet, och familjen mullbärsväxter. Inga underarter finns listade i Catalogue of Life.